# Nereis heterodonta
Nereis heterodonta är en ringmaskart som först beskrevs av Schmarda 1861.  Nereis heterodonta ingår i släktet Nereis och familjen Nereididae. Inga underarter finns listade i Catalogue of Life.